# صبر کن (ترانه الباما شیکس)
«صبر کن» تک‌آهنگی از آلاباما شیکس است از آلبوم پسران و دختران (۲۰۱۲).